# Tom Conti
Thomas Antonio Conti, bardziej znany jako Tom Conti (ur. 22 listopada 1941 w Paisley) – szkocki aktor, reżyser teatralny i powieściopisarz włosko-szkockiego pochodzenia.

## Życiorys

### Wczesne lata
Urodził się w Paisley jako syn fryzjerów Mary (z domu McGoldrick) i Alfonso Conti. Wychowywał się w rodzinie rzymskokatolickiej, ale sam uważa, że jest antyreligijny. Jego ojciec był Włochem, a matka pochodziła ze Szkocji.
Uczęszczał do szkoły dla chłopców Hamilton Park Catholic School w Glasgow. Naukę kontynuował w Royal Scottish Academy of Music and Drama.

### Kariera
Mając 18 lat zadebiutował na scenie Citizen Theatre w Dundee w sztuce The Roving Boy. Występował w teatrze na Broadwayu, gdzie wyreżyserował także spektakl Last Licks (1979). Za rolę Kena Harrisona w widowisku Briana Clarka W końcu czyje to życie? ('Whose Life Is It Anyway?, 1979) otrzymał Nagrodę Tony. W Londynie zagrał główną rolę w sztuce Keith Waterhouse Jeffrey jest chory (Jeffrey Bernard Is Unwell). W 2014 r. na West Endzie kreacja Jurora Nr 8 w sztuce Reginalda Rose Dwunastu gniewnych ludzi (Twelve Angry Men) Garrick Theatre przyniosła mu Nagrodę Tony oraz Laurence Olivier Award.
W 1983 roku za rolę poety w filmie Reuben, Reuben był nominowany do nagrody Złotego Globu. Conti wystąpił w odcinku „Księżniczka na ziarnku grochu” serialu Rodzina Faerie Tale Theatre.
W 2004 roku wydał książkę o byłym pilocie pt. „Doktor”.

### Życie prywatne
W 1967 r. poślubił Karę Drummond Wilson. Mają córkę Ninę (ur. 2 lipca 1967). W latach 1986–1987 spotykał się z Rebeccą De Mornay.

## Nagrody
- 1975: Royal Television Society – nominacja dla najlepszego aktora – za rolę Adama Morrisa w miniserialu Błyszczące nagrody (The Glittering Prizes, 1976)
- 1977: Nagroda Brytyjskiej Akademii Filmowej – nominacja dla najlepszego aktora – za rolę Adama Morrisa w miniserialu Błyszczące nagrody (The Glittering Prizes, 1976)
- 1979: Nagroda Tony za rolę Kena Harrisona w W końcu czyje to życie? ('Whose Life Is It Anyway?) w Trafalgar Theatre
- 1979: Variety Club Award za rolę Kena Harrisona w W końcu czyje to życie? ('Whose Life Is It Anyway?) w Trafalgar Theatre
- 1979: Laurence Olivier Award za rolę Kena Harrisona w W końcu czyje to życie? ('Whose Life Is It Anyway?)
- 1983: National Board of Review za rolę Gowana McGlanda w Reuben, Reuben i jako płk. John Lawrence w Wesołych świąt, pułkowniku Lawrence (Merry Christmas, Mr. Lawrence)
- 1983: Złote Globy 1983 – nominacja – za rolę Gowana McGlanda w Reuben, Reuben
- 1983: Nagroda Akademii Filmowej – nominacja dla najlepszego aktora – za rolę Gowana McGlanda w Reuben, Reuben
- 1986: Złota Maska za rolę Vica Mathewsa w Gospel według Vica (Heavenly Pursuits)
- 1989: Złote Globy 1987 – nominacja – za rolę Serge’a Klarsfelda w Opowieść o Beate Klarsfeld (Nazi Hunter: The Beate Klarsfeld Story, TV)
- 2014: Nagroda Tony za rolę Jurora Nr 8 w Dwunastu gniewnych ludzi (Twelve Angry Men) Garrick Theatre
- 2014: Laurence Olivier Award za rolę Jurora Nr 8 w Dwunastu gniewnych ludzi (Twelve Angry Men) Garrick Theatre

## Filmografia

### Filmy fabularne
- 1959: Matka mężczyzn (Mother of Men) jako David Macdonald
- 1975: Flame jako Robert Seymour
- 1977: Pojedynek (The Duellists) jako dr Jacquin
- 1975: Galileusz (Galileo Galilei) jako Andrea Sarti (człowiek)
- 1982: Ściana (The Wall) jako Dolek Berson
- 1983: Wesołych świąt, pułkowniku Lawrence (Merry Christmas, Mr. Lawrence) jako płk. John Lawrence
- 1983: Reuben, Reuben jako Gowan McGland
- 1984: Amerykańska marzycielka (American Dreamer) jako Alan McMann
- 1985: Saving Grace jako papież Leon XIV
- 1986: Gospel według Vica (Heavenly Pursuits) jako Vic Mathews
- 1986: Opowieść o Beate Klarsfeld (Nazi Hunter: The Beate Klarsfeld Story, TV) jako Serge Klarsfeld
- 1986: Cuda (Miracles) jako Roger
- 1987: Dziki i wolny (The Quick and the Dead) jako Duncan McKaskel
- 1987: Rzymskie wakacje (Roman Holiday, TV) jako Joe Bradley
- 1987: Coś więcej niż terapia (Beyond Therapy) jako Stuart
- 1995: To nie moja Ameryka (Someone Else’s America) jako Alonso
- 1989: Shirley Valentine jako Costas
- 2005: Wykolejony (Derailed) jako Eliot Firth
- 2006: O Jerusalem jako sir Cunningham
- 2007: Zakaz parkowania (Dangerous Parking) jako Doc Baker
- 2009: Zamknięta księga (A Closed Book) jako sir Paul
- 2010: Burza (The Tempest) jako Gonzalo
- 2012: StreetDance 2 jako Manu
- 2012: Mroczny rycerz powstaje (The Dark Knight Rises) jako więzień
- 2017: Paddington 2 jako sędzia Gerald Biggleswade
- 2023: Oppenheimer jako Albert Einstein

### Seriale TV
- 1963: Plane Makers (The Plane Makers) jako praktykant
- 1964: Historia choroby doktora Finlaya (Dr. Finlay’s Casebook) jako Dugald Smith
- 1964: Teletale jako Pino
- 1965: Purpura i czerń (The Scarlet and the Black) jako Monitor
- 1966: This Man Craig jako pan Forrest / Pizza
- 1967: The Revenue Men jako Bruce
- 1967: This Man Craig jako Colin Andrews
- 1968: The Flight of the Heron jako kapitan Greening
- 1969: Chłopak spotyka dziewczynę (Boy Meets Girl) jako Frank
- 1970: The Borderers jako Patrick
- 1970: Trzydziesto-minutowy teatr (Thirty-Minute Theatre) jako Che Guevara
- 1972: Adam Smith jako dr Calvi
- 1973: Z Cars jako Gordon Morley
- 1973: Barlow na wolności (Barlow at Large) jako Myers
- 1974: Upadek orłów (Fall of Eagles) jako Glazkov
- 1974: Sam jako David Ellis
- 1975: Crown Court jako Malcolm Stone
- 1975: Thriller jako Bruno Varella
- 1975: Ludzie Churchilla (Churchill’s People) jako Tom Mackenzie
- 1975: Madame Bovary jako Charles Bovary
- 1976: Błyszczące nagrody (The Glittering Prizes) jako Adam Morris
- 1988: Przyjaciele (Friends) jako Stephen Waltham / Steven Waltham
- 2004–2006: Donovan jako Joseph Donovan